# خوتا ژلخووسکا
خوتا ژلخووسکا (به لهستانی:  Huta Żelechowska) یک روستا در لهستان است که در گمینا ژلخوو واقع شده‌است. خوتا ژلخووسکا ۳۳۳ نفر جمعیت دارد.